# Three Rivers, Michigan
Three Rivers är en ort i Saint Joseph County i Michigan. Vid 2010 års folkräkning hade Three Rivers 7 811 invånare.